# Henefer, Utah
Henefer, Utah (енгл. Henefer) град је у америчкој савезној држави Јута.

## Демографија
По попису из 2010. године број становника је 766, што је 82 (12,0%) становника више него 2000. године.
| Група             | 2000.       | 2010.       |
| Белци             | 661 (96,6%) | 731 (95,4%) |
| Афроамериканци    | 1 (0,1%)    | 0 (0,0%)    |
| Азијати           | 3 (0,4%)    | 1 (0,1%)    |
| Хиспаноамериканци | 18 (2,6%)   | 30 (3,9%)   |
| Укупно            | 684         | 766         |